# Callosphingia
Callosphingiaeste un gen de molii din familia Sphingidae. Conține o singură specie, Callosphingia circe, care este întâlnită în Africa de Est. 